# OBK
OBK es un grupo español de música electrónica formado en 1991 por Jordi Sánchez (Málaga, 21 de septiembre de 1968) y Miguel Ángel Arjona (Barcelona, 21 de febrero de 1968). En 2012 se anunció la retirada de Miguel Arjona del proyecto que sigue activo bajo la dirección de Sánchez. La denominación «OBK» es la abreviatura de «Oberkorn (It's a small town)» una composición instrumental de Depeche Mode y cara B del sencillo «The Meaning of Love».
Hasta 2025 han editado 12 álbumes y 4 recopilaciones además de varias decenas de sencillos.

## Historia
Jordi Sánchez y Miguel Arjona se conocieron en San Feliú de Llobregat a principios de los años ochenta y su admiración por grupos como Depeche Mode, Yazoo y OMD los llevó a formar su propio grupo de música electrónica cantando inicialmente en inglés. Jordi Sánchez se encargaba de la composición musical, voz y letras y más adelante Miguel Ángel Arjona se encargó de la mayoría de las letras una vez que se decantaron por el castellano como idioma para los textos.

"Sí que había electrónica pero las radios no estaban tan interesadas y las compañías no apostaban por ese movimiento que algunos chavales ya teníamos como referencia. Depeche Mode no gozaban del apoyo de la crítica en este país, pero Violator (1990) ya había salido. Y éramos muchos los que éramos fans de esa banda, por su estética, por su diferencia, porque no tenían guitarras… y cuando uno es adolescente se fija en lo diferente. Nosotros llegamos en el momento justo, con una música diferente, una estética diferente y unas letras que compartían mucha gente de esa generación. Al final todos los artistas hablan de lo mismo, del desamor. Sí, llegamos en el momento apropiado y fue un soplo de aire fresco".
Jordi Sánchez (telecinco.es, 28 de agosto de 2022) 

En 1991 firmaron su primer contrato discográfico con Blanco y Negro Music discográfica independiente que hasta ese momento se había dedicado a la publicación de discos recopilatorios y música dance. El 23 de octubre de ese año publicaron su primer álbum de estudio, Llámalo sueño del que se publicaron cuatro sencillos de promoción. La primera canción elegida fue «Déjame comerte» pero las emisoras de radio, por propia iniciativa, optaron por la cara B, «Oculta realidad», que finalmente devino en el primer sencillo oficial del dúo. Con su segundo sencillo, «De qué me sirve llorar», el nombre «OBK» empezó a ser conocido por el público. No obstante sería en el verano de 1992 cuando se publicó el tercer sencillo, «Historias de amor», una de las canciones más populares de su trayectoria. El cuarto y último sencillo fue «La princesa de mis sueños» una balada piano-voz. Las ventas de Llámalo sueño alcanzaron las 400.000 copias una cifra destacada para unos debutantes.

"El título del disco era Llámalo sueño y se cumplió. Todo el mundo hablaba de él. El verano del 92 fue nuestro con «Historias de amor». Yo entonces pensaba que igual podíamos durar 10 o 15 años en la música si hacíamos las cosas bien. Y de repente ya son 30 años. Pero esa ilusión de ser adolescente no la he perdido, y eso es lo que más valoro de todo este sueño que sigo disfrutando".
Jordi Sánchez (telecinco.es, 28 de agosto de 2022) 

En abril de 1993 se editó su segundo álbum, Momentos de fe, que tenía el reto de confirmar el éxito del primer disco. Fue mezclado en los estudios Real World de Peter Gabriel, en Bath, a 200 km de Londres. En principio se barajó la posibilidad de que fuese producido por Flood, productor de los discos de Depeche Mode Violator y Songs of Faith and Devotion, pero finalmente no se pudieron cuadrar fechas, y la producción corrió a cargo del propio Jordi Sánchez. Se trata de un disco más intimista que el anterior con una evolución del sonido del dúo. Su primer sencillo fue «Dicen» cuya letra sugiere una reivindicación del grupo ante las críticas que sufrieron tras el inesperado éxito de Llámalo sueño. Posteriormente se editaron como sencillos «Robarle al tiempo», «Todavía» y «Lágrimas de soledad». El éxito de ventas fue notable, 150.000 copias si bien se quedó muy por debajo de las de su álbum de debut.

"Nunca hemos ido de nada y hemos sido muy claros: queríamos hacer música electrónica con sintetizadores y expresar nuestros sentimientos, nada más. No buscamos la fama ni el éxito. OBK es mi vida. Jordi Sánchez y OBK es lo mismo para mí. Estoy orgulloso de haber creado algo sin haber estudiado música, todo a nivel pasional y emocional. Gracias a dios, OBK no es solo recordado por «Historias de amor», sino también por «De qué me sirve llorar», «Princesa de mis sueños», «Tú sigue así», «El cielo no entiende», y eso me hace muy feliz".
Jordi Sánchez (telecinco.es, 28 de agosto de 2022) 

En mayo de 1995 publicaron su tercer álbum, Trilogía, su primer disco con el sello discográfico Hispavox. El primer sencillo, «Mi razón de ser», fue un gran éxito, y sorprendió porque se alejaba un poco de lo que habían hecho hasta ese momento. Después vinieron los sencillos «Nada soy sin ti», «Dulce final» y «Otra canción de amor».

"La travesía en el desierto nos ocurrió en el año 95-96. Después del boom del tecno la gente se saturó y hasta que no sacamos el recopilatorio en el 98 con una nueva versión de «De qué me sirve llorar» no remontamos el vuelo otra vez. Gracias a dios, el disco Antropop (2000), que fue sintonía de la Vuelta ciclista a España, nos puso otra vez ahí en primera línea del pop español".
Jordi Sánchez (telecinco.es, 28 de agosto de 2022) 

En octubre de 1996 publicaron Donde el corazón nos lleve, disco donde vivieron su momento más bajo de popularidad y ventas pero muy importante para sus futuros videoclips ya que Juan Antonio Bayona fue el encargado de dirigir el correspondiente a la canción «A contrapié» con el que empezó una larga colaboración de la que surgieron 14 videoclips.
Tras dos años lanzaron el recopilatorio Singles 91-98 en el que junto a algunos temas clásicos de su repertorio se incluía dos temas nuevos «En medio de nada» y «Juicio interior», una versión de «De qué me sirve llorar '98» y una remezcla de ASAP del tema «Historias de amor». Pese a las expectativas iniciales el lanzamiento motivó un reencuentro con su popularidad perdida por la saturación del tecno en castellano. El primer sencillo «De qué me sirve llorar '98», se convirtió en un déjà vu, y volvió a ponerse de moda aquel verano de 1998. Contabilizaron más de 250.000 ejemplares vendidos lo que motivó la renovación de su contrato discográfico con EMI.
En el año 2000 grabaron Antropop con Carlos Jean. Este trabajo supuso un punto y aparte en su carrera. A partir de entonces, con un sonido más elegante y duro, aumentó la presencia de guitarras y otros instrumentos acústicos, tal y como se puede apreciar en el tema «Tú sigue así», primer sencillo del disco. Los vídeos, realizados por J.A. Bayona, recibieron en general críticas positivas, y destacaron por su impacto visual y crítica social obteniendo el Premio Ondas al mejor videoclip. El segundo sencillo, «El cielo no entiende», fue elegido como la canción oficial de la Vuelta ciclista a España 2000. El tercero, «Falsa moral», se basó en la noticia de la relación de Mary Kay Letourneau, una profesora americana que mantuvo una relación con un alumno menor de edad y por la cual fue encarcelada. Fue entonces cuando se dispararon las ventas de Antropop, llegando a superar las 300.000 copias vendidas. Un año después, tras este disco llegaría una reedición del mismo, Extrapop, donde incluyeron remezclas, maquetas y otros extras.
Su sexto álbum de estudio, Babylon, publicado en 2003, siguió contando con la colaboración de Juan Antonio Bayona para sus vídeos musicales. Los sencillos extraídos fueron «Lucifer», «Quiéreme otra vez», «La herida» y «Mírame bien». Es considerado por sus seguidores como uno de los mejores discos de su discografía.
Tras su siguiente recopilatorio, Sonorama (2004), llegó su séptimo álbum de estudio, Feeling, a finales de 2005. Su primer sencillo, «Sin rencor», con un vídeo musical que supuso una crítica contra los que se habían manifestado contra los matrimonios homosexuales (otra idea de J.A. Bayona), fue secundado por «A ras de suelo», sencillo que fue elegido por sus seguidores desde su página web y «Yo no soy cool», tema ganador a la mejor canción electrónica de los premios de la música otorgado por la SGAE. La poca promoción que la compañía discográfica EMI dio al disco, unido a la crisis general del mundo de la música, supuso que las ventas quedaran lejos de lo que se esperaba. OBK, cansados de que su propia compañía no apostara a fondo por ellos, decidieron llegar a un acuerdo para rescindir el contrato.
El 13 de septiembre de 2008 salió a la venta su octavo álbum titulado Ultimátum, bajo el sello de Warner Music. Su primer sencillo de este álbum, «Yo no me escondo», fue presentado el 12 de julio. Su impactante vídeo musical supuso el último trabajo entre J. A. Bayona y OBK, cuya relación personal siguió siendo excelente. Este álbum superó las 25.000 copias. El segundo sencillo de Ultimátum fue «Siempre tú», cuyo vídeo musical incluye parajes del valle de Arán y fue realizado por Benet Román para La Chula Producciones.
En diciembre de 2009, por primera vez hicieron un tema en catalán con motivo del programa solidario La Marató de la televisión autonómica TV3. El tema «Si em tens aquí» (versión del tema «Don't answer me» de Alan Parsons) fue muy emotivo para Miguel Arjona, quien se lo dedicó a la memoria de su madre que había estado enferma varios meses atrás por una enfermedad desconocida. El tema contó con la producción de Xasqui Ten, colaborador en varios discos del grupo.
El 10 de mayo de 2011, con motivo de sus veinte años de carrera profesional, salió a la venta el álbum 2OBK, un disco en el que incluyeron una nueva producción de los éxitos más destacados de su carrera, canciones nuevas, remezclas de otras canciones y material inédito. El sencillo fue «Oculta realidad». Contaron también con la colaboración de Umberto Tozzi en el dueto de la nueva versión de «Falsa moral» pues Jordi Sánchez siempre había reivindicado al artista italiano como una de sus grandes influencias.

"Necesito bajarme de este tren llamado OBK, que tanto me ha aportado y que me ha hecho inmensamente feliz durante tanto tiempo. Con 2OBK se cierra un ciclo de mi vida que me ha dado más de lo que nunca pude imaginar. Gracias a todos los que se enamoraron, lloraron y sintieron que la vida era mejor con nuestras canciones. Gracias, como no, a Jordi porque un día tuvo un sueño, lo compartió conmigo y se hizo realidad"
Miguel Arjona (20 Minutos, 7 de febrero de 2012) 

En junio de 2012 ve la luz «Promises» en formato EP digital.

"Al principio era un sueño compartido con Miguel durante 20 años. Nos conocíamos desde los 12. Yo siempre fui el que tenía todas las ideas y Miguel, como buen colega, siempre estaba a mi lado. Yo, de alguna manera, siempre era el que decía ‘venga va, no te preocupes que esto saldrá bien’. Era tal la ilusión y la fe que tenía depositadas en este proyecto. Muy feliz de haber compartido 20 años con mi mejor amigo. El tiempo, el desgaste, la convivencia, personalidades diferentes… esas cosas al final pasan factura y al final vas notando que la falta de ilusión por parte de uno hace mella en el otro. Fue una buena decisión y fue una cosa muy tranquila y civilizada".
Jordi Sánchez (telecinco.es, 28 de agosto de 2022) 

El 24 de septiembre de 2013 se publicó el siguiente álbum de OBK, el primero con solo Jordi Sánchez al mando de la formación, Revolución, producido por el propio Jordi Sánchez y Sergi Pérez Berk. Por vez primera, el sencillo de presentación llevaba el mismo título que el álbum. «Besos de mentira» fue el segundo sencillo. Su videoclip se grabó en Tokio (Japón) y fue dirigido por Benet Román. «Elaine» fue el tercer y último sencillo compuesta originalmente en 1991 y grabada en un principio en inglés, no formó parte del primer disco de OBK y se quedó en el cajón hasta su aparición en Revolución.
El 23 de octubre de 2015 salió al mercado el disco De corazón, un recopilatorio de versiones de las mejores canciones de amor/desamor del grupo que incluyó un tema inédito, «Perdimos la batalla», y que tenía como primer sencillo una nueva versión del tema «Otra canción de amor».
Coincidiendo con los veinticinco años de carrera musical, el 26 de agosto de 2016 publicaron su primer disco en directo, OBK Live en Mexico, en la sala El Plaza Condesa de Ciudad de México. Esta actuación era parte de la gira que el grupo realizó por algunas capitales sudamericanas. El álbum se editó el 25 de noviembre de 2016 en formato CD/DVD e incluyó canciones como «Historias de Amor», «El cielo no entiende», «La princesa de mis sueños», «Tú sigue así» o «Falsa moral». OBK Live in Mexico también incluye una colaboración con la banda synth-pop mexicana Moenia en «Yo no me escondo». OBK Live in Mexico incluyó un DVD con el concierto integró más un making of y un CD con 16 canciones.

"Hemos tenido la suerte desde el primer momento de tener éxito, y eso te da una garantía de cara a las compañías de que confían en lo que haces. Yo soy un poco Juan Palomo, produzco, compongo, superviso todo… no quiero que suene pedante pero es que OBK es un proyecto muy personal. Obviamente me gusta rodearme de gente pero siempre tengo la última palabra, para bien o para mal. En ese sentido, todo lo que quería hacer lo he hecho. 30 años dan para mucho. He tenido la gran fortuna de trabajar con buenos productores, con un montón de gente e incluso de colaborar con Umberto Tucci, que fue mi primera gran influencia. He conseguido tantas cosas que ahora estoy en el momento de disfrutar, de celebrar estos 30 años, sobre todo a nivel de conciertos".
Jordi Sánchez (telecinco.es, 28 de agosto de 2022) 

## Miembros
Actuales
- Jordi Sánchez: composición, producción y voz.

Anteriores
- Miguel Ángel Arjona: letras y teclados (1991-2012).

## Discografía

### Álbumes
| Año  | Título                     | Discográfica / Sello | Tipo | Peak | Certificación | Ventas certificadas |
| 1991 | Llámalo sueño              | Blanco y Negro Music | LP   | #2   | 3× Platino    | 400 000             |
| 1993 | Momentos de fe             | Blanco y Negro Music | LP   | #8   | Platino       | 100 000             |
| 1995 | Trilogía                   | EMI / Hispavox       | CD   | #10  | Oro           | 50 000              |
| 1996 | Donde el corazón nos lleve | EMI / Hispavox       | CD   | #27  |               |                     |
| 1998 | Singles 91/98              | EMI / Hispavox       | CD   | #6   | 2× Platino    | 200 000             |
| 2000 | Antropop                   | EMI / Hispavox       | CD   | #2   | 3× Platino    | 300 000             |
| 2001 | Extrapop                   | EMI / Hispavox       | CD   | #10  | Oro           | 50 000              |
| 2003 | Babylon                    | EMI / Capitol        | CD   | #2   | Platino       | 100 000             |
| 2004 | Sonorama                   | EMI / Capitol        | CD   | #7   | Oro           | 50 000              |
| 2005 | Feeling                    | EMI / Capitol        | CD   | #5   | Oro           | 50 000              |
| 2008 | Ultimátum                  | Warner Music         | CD   | #8   |               | 25 000              |
| 2011 | 2OBK                       | Warner Music         | CD   | #1   |               |                     |
| 2013 | Revolución                 | Warner Music         | CD   | #7   |               |                     |
| 2015 | De corazón                 | Warner Music         | CD   | #5   |               |                     |
| 2016 | OBK Live In Mexico         | Warner Music         |      | #    |               |                     |

Nota: Hasta el año 2005, se otorgaba disco de oro por 50.000 discos vendidos, y disco de platino por 100.000 copias vendidas. A partir de ahí, PROMUSICAE bajó los ratings para la concesión de dichos reconocimientos, pasando a ser necesarias 40.000 copias para obtener el disco de oro, y 80.000 para obtener el de platino.

### Sencillos
- Déjame comerte (1991)
- Oculta realidad (1991)
- De qué me sirve llorar (1992)
- Historias de amor (1992)
- La princesa de mis sueños (1992)
- Dicen (1993)
- Robarle al tiempo (1993)
- Todavía (1994)
- Lágrimas de soledad (1994)
- Mi razón de ser (1995)
- Nada soy sin ti (1995)
- Dulce final (1995)
- Otra canción de amor (1995)
- Si esto no es amor (1996)
- Un cielo gris (1996)
- A contrapié (1997)
- Historias de amor (ASAP remix) (1998)
- De qué me sirve llorar (versión '98) (1998)
- La princesa de mis sueños (versión octeto) (1998)
- Oculta realidad (versión '98) (1998)
- Tú sigue así (2000)
- El cielo no entiende (2000)
- Falsa moral (2001)
- Yo sé que no (versión Extrapop) (2001)
- I feel Jesus (2001)
- Lo tengo que dejar (2001)
- Lucifer (2003)
- Quiéreme otra vez (2003)
- La herida (2004)
- Ni te das cuenta (2004)
- Mírame bien (2004)
- Sin rencor (2005)
- A ras de suelo (2005)
- Yo no soy cool (2006)
- Yo no me escondo (2008)
- Siempre tú (2008)
- Oculta realidad '11 (2011)
- El cielo no entiende '11 (2011)
- Historias de amor '11 (2011)
- Promises Ft. Pierre N'Sue (2012)
- Revolución (2013)
- Besos de mentira (2014)
- Elaine (2014)
- Otra canción de amor (versión '15) (2015)
- La princesa de mis sueños (Live in México) (2016)
- El cielo no entiende (Live in México) (2016)
- Historias de amor (Live in México) (2016)